# Megalastrum umbrinum
Megalastrum umbrinum är en träjonväxtart som först beskrevs av Carl Frederik Albert Christensen, och fick sitt nu gällande namn av Alan Reid Smith och R. C. Moran. Megalastrum umbrinum ingår i släktet Megalastrum och familjen Dryopteridaceae. Inga underarter finns listade.